# Jean-Baptiste Del Amo
Jean-Baptiste Del Amo (Toulouse, 25 november 1981) is een Frans schrijver. Hij werd geboren als Jean-Baptiste Garcia, maar werd door zijn uitgever Gallimard aangemoedigd om van naam te veranderen opdat er geen verwarring zou bestaan met de eveneens uit Toulouse afkomstige schrijver Tristan Garcia  (La meilleure part des hommes).
In 2006 krijgt hij de Prix du jeune écrivain ("prijs van de jonge schrijver") voor zijn korte verhaal Ne rien faire, geschreven naar aanleiding van zijn ervaring binnen een vereniging die in Afrika hiv bestrijdt. Deze fictie, die zich afspeelt op de sterfdag van een pasgeboren Afrikaans kind, gaat over stilte, zinspeling en schijnbaar nietsdoen.
In september 2008 wordt zijn debuutroman Une Éducation libertine door de critici heel positief ontvangen en krijgt hij hiervoor de prijs Laurent-Bonelli en de prijs Fénéon. Dit boek beschrijft de opkomst en val van een door lust gedreven jongeman in het Parijs van de 18de eeuw. In november 2008 maakt Une éducation libertine deel uit van de eindselectie van de Prix Goncourt, die uiteindelijk aan Atiq Rahimi toegekend wordt voor zijn roman Syngué Sabour. Pierre de patience.

## Thema's
De thema’s die gelijkmatig in het werk van Jean-Baptiste Del Amo aan bod komen, zijn: de verveling (het "kwaad van de eeuw" tijdens de Verlichting, maar die ook naar het heden verwijst); het lichaam (zowel het lijdende/ stervende lichaam, als het verlangende lichaam); het streven naar identiteit en de strijd tegen dehumanisering; seksualiteit in het algemeen en homoseksualiteit in het bijzonder.

## Stijl
Rijke taal, lange en schitterend opgebouwde zinnen, grote muzikaliteit van de stijl, die een indrukwekkend contrast vormen met de beschrijving van de donkere thema’s en de wrede realiteit die benaderd worden.
In Une éducation libertine, laat Del Amo de stad en de Seine een autonoom leven leiden, die een rijkere informatie geeft over de geestesgesteldheid van de protagonist, dan om het even welke psychologische beschrijving: "Avait-il quitté la mère mangée de suie pour la Seine, aussi ténébreuse et dévorante?"
De talrijke – maar nooit gratuite – beschrijvingen van geuren, landschappen, en personages helpen de lezer om subtiele gevoelens, zoals verveling, eenzaamheid, woede, wanhoop of affectieve rouwtijd, beter te begrijpen en te verwerken.

## Werken
- 2006 Ne rien faire et autres nouvelles, éditions Buchet-Chastel, 2006 (ISBN 978-2-2830-2278-8)
- 2008 Une éducation libertine, éditions Gallimard, 2008 (ISBN 978-2-07-011984-4) - Prix Goncourt du premier roman 2009
- 2010 Le sel, éditions Gallimard, 2010 (ISBN 978-2-07-012909-6)
- 2010 Hervé Guibert, photographe, éditions Gallimard, 2010  (ISBN 2070132552)
- 2013 Pornographia, éditions Gallimard, 2013  (ISBN 978-2-07-014062-6)
- 2016 Règne animal, éditions Gallimard, 2016  (ISBN 9782070179695) - Prix du Livre Inter 2016
- 2017 L214, une voix pour les animaux, éditions Arthaud, préface Brigitte Gothière, 2017 (ISBN 2081395487)
- 2017 Comme toi, éditions Gallimard Jeunesse, ill. Pauline Martin, 2017 (ISBN 2075077703)
- 2021 Le Fils de l'homme, éditions Gallimard, 2021 (ISBN 9782072949937) – Prix du roman Fnac 2021. Nederlandse vertaling: De mensenzoon. Vertaald door Joris Vermeulen. Uitgeverij De Bezige Bij, Amsterdam, 2022. ISBN 9789403165417[2]

15 juni 2022 – verschenen in nr. 24
- Biblioteca Nacional de España: XX5174539
- Bibliothèque nationale de France: cb158103933 (data)
- Catàleg d'autoritats de noms i títols de Catalunya: 981058508993206706
- Gemeinsame Normdatei: 13655380X
- International Standard Name Identifier: 0000 0000 5525 3364
- Library of Congress Control Number: no2008156328
- Nationale Bibliotheek van Tsjechië: pna2017975008
- Nationale Bibliotheek van Israël: 987007404291505171
- Nederlandse Thesaurus van Auteursnamen: 320396592
- Istituto Centrale per il Catalogo Unico: LO1V349588
- Système universitaire de documentation: 128179341
- Virtual International Authority File: 69263578
- WorldCat: E39PBJcc8Jhw6qRVQGtvx6VXBP